# Істіклол (футбольний клуб, Душанбе)
Футбольний клуб «Істіклол» (Душанбе) або просто «Істіклол» (тадж. Клуби футболи «Истиқлол» (Душанбе)) — таджицький професіональний футбольний клуб з міста Душанбе. Один із найсильніших футбольних клубів Таджикистану. Діючий переможець Чемпіонату Таджикистану.

## Історія
Футбольний клуб «Істіклол» було утворено в листопаді 2007 року в місті Душанбе.
У сезоні 2008 року футбольний клуб «Істіклол» виступав в чемпіонаті Таджикистану серед команд першої ліги. Під керівництвом головного тренера Каноата Латіфова команда провела в першій лізі 35 ігор і, здобувши перемоги у всіх проведених матчах, завоювала право на перехід до вищої ліги.
У 2009 році столичний клуб дебютував у Вищій лізі чемпіонату Таджикистану. Одним зі співвласників «Істіклол» і гравцем команди був син президента Таджикистану Емомалі Рахмона Рустам. Команду очолив новий головний тренер Салохіддін Гафуров. Разом з ним в «Істіклол» прийшли як молоді, так і досвідчені гравці. Серед новачків були молоді гравці, які пройшли школу юнацької збірної Таджикистану, які виграли бронзові медалі чемпіонату Азії в Сінгапурі (2006) і брали участь на юнацькій першості світу в Південній Кореї (2007).
В дебютний сезон клуб зайняв четверте місце в турнірній таблиці. У 18 проведених іграх «Істіклол» набрав 36 очок, здобувши 11 перемог, 3 матчі звів внічию, і зазнав поразки в 4 зустрічах. Різниця м'ячів — 41-18. У 2009 році душанбинський клуб виграв два трофеї — традиційний зимово-весняний турнір Рустама Долтабаєва та національний кубок Таджикистану. А дублери «Істіклола» в сезоні 2009 року завоювали малі золоті медалі.
У 2010 році «Істіклол» зробив так званий «золотий хет-трик»: виграв Суперкубок, національний Кубок та чемпіонат Таджикистану. У першому в історії таджицького футболу розіграші Суперкубка країни душанбинський клуб, завдяки дублю Дилшода Восієва в додатковий час, обіграв триразового чемпіона країни «Вахш» (Курган-Тюбе) з рахунком 2:0.
У фінальному матчі за Кубок Таджикистану-2010, який за традицією проходив 5 жовтня — в день народження президента Емомалі Рахмона — «Істіклол» з великим рахунком 5:0 розгромив «Худжанд».
Перше коло національного чемпіонату сезону 2010 року команда провела не зовсім вдало. В результаті в середині другого кола з поста головного тренера був відправлений у відставку Салохиддін Гафуров. На його місце керівництво клубу запросило відомого в минулому захисника душанбинського «Паміру», 48-річного Алімджона Рафікова, який закінчив з червоним дипломом Вищу школу тренерів у Москві і мав тренерську ліцензію категорії «В».
З приходом нового тренера команда змінилася і після декількох турів «Істіклол» вийшов в одноосібні лідери в турнірній таблиці. Чемпіонство команда оформила за чотири тури до кінця сезону, коли обіграла з рахунком 2:0 турсунзадевський «Регар-ТадАЗ». Всього в чемпіонаті-2010 команда провела 32 гри і не зазнали жодної поразки: 26 перемог, 5 нічиїх, різниця м'ячів — 76-17, кількість набраних очок — 84.
За підсумками 2010 року найкращим футболістом Таджикистану був визнаний капітан і форвард «Істіклол» Юсуф Рабіев, який відзначився 30 м'ячами у ворота суперників. Лаври найкращого захисника дісталися 20-річному Ераджу Раджабова. Алімджон Рафіков був названий найкращим тренером року в країні.
Вигравши чемпіонат Таджикистану в сезоні-2010, ФК «Істіклол» вперше в історії отримав право на участь в Кубку Співдружності-2011 та Кубку президента АФК-2011.
Взимку 2011 року клуб підписав 22-річного талановитого російського півзахисника Олександра Кудряшова, який допоміг команді вдруге виграти національний чемпіонат.
З сезону 2012 року тренером став сербський фахівець Нікола Кавазович, який, однак, не зміг привести «Істіклол» до третього поспіль титулу. У сезоні 2012 року Душанбінська команда задовольнилася бронзовими нагородами. Не кращим чином складався і наступний сезон. В результаті 2 липня 2013 року, у другому колі, Кавазовича змінив відомий за виступами за душанбинський «Памір» і московське «Торпедо» Олег Ширинбеков, зумів привести клуб до срібних медалей. А ось в сезоні 2014 року «Істіклол» знову продемонстрував чемпіонську ходу, в 18 матчах здобувши 16 перемог і ні разу не поступився. До золота національної першості команда Ширинбекова додала національний Кубок і Суперкубок, зробивши таким чином «золотий хет-трик» — третій у своїй недовгій, але вельми успішній історії.
У 2015 році клуб виступав в Кубку АФК, на груповому етапі команда здобула 3 перемоги й зайняла перше місце в групі з 11 очками. В 1/8 фіналу «Істіклол» обіграв сирійський «Аль-Вахда» по пенальті й вийшов до чвертьфіналу турніру. У півфіналі пройшов «Аль-Кувейт» завдяки дискваліфікації кувейтських клубів з турнірів під егідою ФІФА. 31 жовтня 2015 року програв у фіналі Кубка АФК малайзійському «Джохору». Фінальний матч проходив в Душанбе на стадіоні Памір.

## Досягнення
- Чемпіонат Таджикистану
  -  Чемпіон (13): 2010,[3] 2011, 2014, 2015, 2016, 2017, 2018, 2019, 2020, 2021, 2022, 2023, 2024
  -  Срібний призер (1): 2013
  -  Бронзовий призер (1): 2012

- Кубок Таджикистану
  -  Володар (10): 2009,[4] 2010, 2013, 2014, 2015, 2016, 2018, 2019, 2022, 2023
  -  Фіналіст (4): 2011, 2012, 2017, 2021

- Суперкубок Таджикистану
  -  Володар (13): 2010, 2011, 2012, 2014, 2015,[5] 2016[6], 2018, 2019, 2020, 2021, 2022, 2024, 2025

- Кубок президента АФК
  -  Володар (1): 2012

- Міжнародний Кубок Бахористон
  -  Володар (2): 2014, 2015

- Кубок АФК
  -  Фіналіст (2): 2015, 2017

## Статистика виступів у національних турнірах
| Сезон | Ліга       | Ліга  | Ліга  | Ліга     | Ліга  | Ліга    | Ліга | Ліга | Ліга | Кубок Таджикистану | Бомбардир           | Бомбардир |
| Сезон | Ліга       | Місце | Матчі | Перемоги | Нічиї | Поразки | ЗМ   | ПМ   | Очки | Кубок Таджикистану | Гравець             | Голи      |
| ----- | ---------- | ----- | ----- | -------- | ----- | ------- | ---- | ---- | ---- | ------------------ | ------------------- | --------- |
| 2008  | Перша ліга | 1     | 35    | 0        | 0     | 0       | ?    | ?    | 105  | Не участвовал      | невідомо            | —         |
| 2009  | Вища ліга  | 4     | 18    | 11       | 3     | 4       | 41   | 18   | 36   | Перемога           | невідомо            | —         |
| 2010  | Вища ліга  | 1     | 32    | 26       | 6     | 0       | 76   | 17   | 84   | Переможець         | Юсуф Рабієв         | 30        |
| 2011  | Вища ліга  | 1     | 40    | 35       | 3     | 2       | 130  | 16   | 108  | Фіналіст           | Юсуф Рабієв         | 32        |
| 2012  | Вища ліга  | 3     | 24    | 16       | 5     | 3       | 76   | 13   | 53   | Фіналіст           | Ділшод Васієв       | 24        |
| 2013  | Вища ліга  | 2     | 18    | 14       | 1     | 3       | 47   | 8    | 46   | Переможець         | Ділшод Васієв       | 10        |
| 2014  | Вища ліга  | 1     | 18    | 16       | 2     | 0       | 65   | 10   | 50   | Переможець         | Ділшод Васієв       | 15        |
| 2015  | Вища ліга  | 1     | 18    | 16       | 2     | 0       | 69   | 5    | 50   | Переможець         | / Манучехр Джалілов | 15        |

## Статистика виступів на континентальних турнірах
| Сезон | Змагання             | Раунд            | Клуб                   | Вдома      | На виїзді | Всього |
| ----- | -------------------- | ---------------- | ---------------------- | ---------- | --------- | ------ |
| 2011  | Кубок президента АФК | Груповий етап    | Джабал аль-Мукабер     | 2–0        |           |        |
| 2011  | Кубок президента АФК | Груповий етап    | Їдзин                  | 8–0        |           |        |
| 2011  | Кубок президента АФК | Груповий етап    | Яданарбон              | 1–1        |           |        |
| 2011  | Кубок президента АФК | Фінальний етап   | Тайвань Павер Компані  | 0–2        |           |        |
| 2011  | Кубок президента АФК | Фінальний етап   | Балкан                 | 1–1        |           |        |
| 2012  | Кубок президента АФК | Груповий етап    | Марказ Шабаб аль-Амарі | 1–0        |           |        |
| 2012  | Кубок президента АФК | Груповий етап    | Балкан                 | 2–1        |           |        |
| 2012  | Кубок президента АФК | Фінальний етап   | Дордой (Бішкек)        | 2–0        |           |        |
| 2012  | Кубок президента АФК | Фінальний етап   | Пномпень Кроун         | 1–1        |           |        |
| 2012  | Кубок президента АФК | Фінал            | Марказ Шабаб аль-Амарі | 2–1        |           |        |
| 2015  | Кубок АФК            | Груповий етап    | Аль-Кадисія            | 2–0        | 2–2       | 1-ше   |
| 2015  | Кубок АФК            | Груповий етап    | Ахал                   | 5–2        | 2–1       |        |
| 2015  | Кубок АФК            | Груповий етап    | Ербіль                 | 0–0        | 1–3       |        |
| 2015  | Кубок АФК            | Попередній раунд | Аль-Вахда              | 1–1 (пен.) |           |        |
| 2015  | Кубок АФК            | 1/4 фіналу       | Паханг                 | 4–0        | 1–3       | 5–3    |
| 2015  | Кубок АФК            | 1/2 фіналу       | Аль-Кувейт             | т/п        | 0–4       | т/п    |
| 2015  | Кубок АФК            | Фінал            | Джохор Дарул Тазім     | 0–1        |           |        |
| 2016  | Кубок АФК            | Груповий етап    | Нафт аль-Васат         | 0-1        | 0-2       | 4th    |
| 2016  | Кубок АФК            | Груповий етап    | Аль-Файсалі            | 0-0        | 2-4       |        |
| 2016  | Кубок АФК            | Груповий етап    | Триполі                | 1-3        | 0-1       |        |

## Спонсори
Генеральним спонсором клубу є Dushanbe International Airport (міжнародний аеропорт Душанбе), логотип і назва якого відображені на футболках гравців. Також, спонсорами клубу є національна авіакомпанія — Tajik Air і приватна авіакомпанія — Somon Air, Державне унітарне підприємство «ТаджикАероНавігація» та інші малі компанії та підприємства.

## Цікаві факти
Назва клубу аналогічна назвою одного з найсильніших і найвідоміших клубів Ірану та Азії — тегеранського «Істіклол» (перською і таджицькою мовами назва даного клубу звучить однаково). Обидва клуби та їхні вболівальники мають між собою дружні стосунки, а також угоду про співпрацю та взаємопідтримку.

## Склад команди
Станом на 19 травня 2016
| №  | Поз. | Нац.        | Гравець            |
| -- | ---- | ----------- | ------------------ |
| 1  | ВР   | Таджикистан | Нікола Стошич      |
| 35 | ВР   | Таджикистан | Курбонали Бобоєв   |
| 16 | ВР   | Таджикистан | Емомалі Сонієв     |
| 5  | ЗХ   | Таджикистан | Джахонгір Джалілов |
| 2  | ЗХ   | Таджикистан | Сиєвуш Асроров     |
| 19 | ЗХ   | Таджикистан | Ахтам Назаров      |
| 15 | ЗХ   | Україна     | Петро Ковальчук    |
| 26 | ЗХ   | Таджикистан | Давронджон Ергашев |
| 6  | ЗХ   | Іран        | Махді Чохчуї       |

| №  | Поз. | Нац.        | Гравець             |
| -- | ---- | ----------- | ------------------- |
| 8  | ПЗ   | Таджикистан | Нуриддін Давронов   |
| 13 | ПЗ   | Таджикистан | Нозим Бабаджанов    |
| 18 | ПЗ   | Таджикистан | Фахтулло Фахтуллоєв |
| 7  | ПЗ   | Таджикистан | Парвизджон Умарбаєв |
| 14 | ПЗ   | Таджикистан | Фаридун Шаріпов     |
| 17 | ПЗ   | Таджикистан | Ділшод Восиєв       |
| 9  | ПЗ   | Таджикистан | Джахонгір Алієв     |
| 63 | НП   | Таджикистан | Манучехр Джалілов   |

## Керівництво клубу
| Посада              | Ім'я              |
| ------------------- | ----------------- |
| Президент           | Шохрук Саїдзода   |
| Спортивний директор | Муронджон Умаров  |
| Менеджер            | Шахзлж Сулаймонов |
| Адміністратор       | Оділ Іргашев      |
| Прес-аташе          | Рустам Хакімов    |

## Тренерський штаб
| Посада                       | Ім'я                 |
| ---------------------------- | -------------------- |
| Головний тренер              | Мубін Ергашев        |
| Старший тренер               | Аслиддін Хабібуллоєв |
| Тренер                       | Баходур Суфієв       |
| Тренер з фізичної підготовки | Володимир Власенко   |
| Головний лікар               | Фаррух Авезов        |
| Фізіотерапевт                | Еркін Дододжонов     |

## Відомі гравці
- Ділшод Васієв
- Нуриддін Давронов
- Хуршед Махмудов
- Юсуф Рабієв
- Акмал Сабуров
- Коміл Саїдов
- Фарход Тахіров
- Алішер Туйчиєв
- Далер Тухтасунов
- Давронджон Ергашов
- Оділ Ергашев
- / Олександр Франк
- / Манучехр Джалілов
- / Іскандар Джалілов
- / Парвизджон Умарбаєв
- / Даврон Мірзаєв
- Фарход Юлданев
- Олександр Кудряшов
- Артем Петренко
- Мануель Бледа Родрігес
- Хосе Баллестер
- Віллер Соуза Олівейра
- Глаубер да Сільва
- Нікола Стошич
- Олександр Каблаш
- Петро Ковальчук
- Юджин Ссеппуя

## Відомі тренери
| Період    | Головний тренер    |
| --------- | ------------------ |
| 2007—2009 | Каноат Латіфов     |
| 2009—2010 | Салохиддін Гафуров |
| 2010—2012 | / Алимджон Рафіков |
| 2012—2013 | Нікола Кавазович   |
| 2013      | / Олег Ширинбеков  |
| 2014—н.в  | Мубін Ергашев      |